# Nitempiram

Nitempiram

É um inseticida neonicotinoide de 1ª geração, indicado no controle de pulgas. No Brasil é vendido com o nome comercial de Capstar.
Atua bloqueando os receptores nicotínicos da acetilcolina, provocando a paralisia dos insetos e a sua morte. Não interfere com as acetilcolinesterases.
Foi desenvolvido pela Novartis.